# Tokio Hatamoto
Tokio Hatamoto (畑本 時央 Hatamoto Tokio?), född 18 augusti 1992 i Kumamoto prefektur, är en japansk fotbollsspelare.
Hatamoto började sin karriär 2011 i Avispa Fukuoka. 2014 flyttade han till Zweigen Kanazawa. Efter Zweigen Kanazawa spelade han för Grulla Morioka.